# Хромых, Владислав Анатольевич
Владислав Анатольевич Хромых (род. 26 июня 1970, Серов, Свердловская область) — российский хоккеист и тренер. 

## Биография
Родился 26 июня 1970 года в городе Серове. Воспитанник магнитогорской школы хоккея.
Игровую карьеру играл за «Металлург» (Магнитогорск), «Металлург» (Серов), «Южный Урал» (Орск), «Рубин-2» (Тюмень), «Спутник» (Нижний Тагил), «Зауралье» (Курган). Бронзовый призер IX зимней Спартакиады народов РСФСР.
В 1998 году окончил Свердловский государственный педагогический институт, в 2007 году окончил высшую школу тренеров.
К тренерской работе приступил в Нижнем Тагиле в 2005 году, возглавил молодежную команду. Работал с командой «Спутник-2» (Нижний Тагил), выступавшей в Первой лиге, а в 2010 году был приглашен в «Бейбарыс» из Атырау, который при нем стал двукратным чемпионом Казахстана. В середине сезона 2012—2013 взял под свое руководство команду Первенства МХЛ «Юниор-Спутник» и с этой дружиной в 2015 году дошел до четвертьфинала Кубка Регионов. В том же сезоне провел шесть матчей в качестве исполняющего обязанности главного тренера «Спутника». В мае 2015 года Хромых вошел в тренерский штаб ТХК и завоевал бронзовые медали ВХЛ, через год был назначен главным тренером этого коллектива. Сезон 2017 года начал в качестве наставника тюменского «Рубина», но 21 ноября был отправлен в отставку. Руководил студенческой сборной России на Всемирной зимней Универсиаде 2017 года и привел команду к золотым медалям.
19 декабря 2017 года назначен главным тренером клуба «Юниор» (Курган) из ВХЛ. В первый же свой сезон во взрослом хоккее «юниоры» под его руководством вышли в плей-офф Кубка Федерации с 6-го места, где в первом раунде уступили ХК «Тамбов» (0-3 в серии).
11 апреля 2018 года вошёл в тренерский штаб Альберта Логинова в главной команде региона — «Зауралье».
В марте 2019 года был тренером студенческой сборной России на XXIX Зимней Универсиаде в Красноярске. Сборная России заняла 1-е место.
С 8 апреля 2019 года по 13 ноября 2020 года был главным тренером хоккейного клуба «Сокол» (Красноярск) из ВХЛ.

### Статистика (главный тренер)
| Команда       | Турнир-сезон  | Регулярный сезон | Регулярный сезон | Регулярный сезон | Регулярный сезон | Регулярный сезон | Регулярный сезон | Регулярный сезон | Регулярный сезон       | Плей-офф  | Плей-офф  | Плей-офф              |
| Команда       | Турнир-сезон  | И                | В                | ВО/ВБ            | Н                | ПО/ПБ            | П                | О                | Результат              | В         | П         | Результат             |
| ------------- | ------------- | ---------------- | ---------------- | ---------------- | ---------------- | ---------------- | ---------------- | ---------------- | ---------------------- | --------- | --------- | --------------------- |
| Юниор-Спутник | МХЛ-Б 2012-13 | 42               | 17               | 2                | —                | 2                | 21               | 57               | 6-е в зоне Урал-Сибирь | не попали | не попали | не попали             |
| Юниор-Спутник | МХЛ-Б 2013-14 | 38               | 17               | 4                | —                | 3                | 14               | 62               | 7-е на Востоке         | 1         | 3         | уступили в 1/8 финала |
| Юниор-Спутник | МХЛ-Б 2014-15 | 52               | 26               | 6                | —                | 2                | 18               | 92               | 4-е на Востоке         | 3         | 4         | уступили в 1/4 финала |
| ТХК           | ВХЛ 2016-17   | 50               | 26               | 5                | —                | 4                | 15               | 92               | 7-е                    | 0         | 4         | уступили в 1/8 финала |
| Рубин         | ВХЛ 2017-18   | 25               | 9                | 2                | —                | 4                | 10               | 35               | отставка               | —         | —         | —                     |
| Юниор         | ВХЛ-Б 2017-18 | 18               | 7                | 0                | —                | 2                | 9                | 23               | 6-е                    | 0         | 3         | уступили в 1/4 финала |

## Семья
Сын хоккеист, дочь Майя занимается фигурным катанием в группе Этери Тутберидзе школа Самбо 70, отделение «Хрустальный».